# Batalla de San Borja
La Batalla de San Borja fue un enfrentamiento ocurrido el 3 de octubre de 1816 ―en el marco de la invasión lusobrasileña― en la villa de San Francisco de Borja, que en esa época pertenecía a las Provincias Unidas del Río de la Plata (que se acababan de independizar del Imperio español) y actualmente se encuentra en el estado brasileño de Río Grande del Sur.
El caudillo de la Liga Federal, el indio guaraní Andrés Guazurarí y Artigas (comandante Andresito), tras la invasión lusobrasileña de 1816, inició el plan junto a José Gervasio Artigas para recuperar las Misiones orientales ―que comprendían los pueblos hispanohablantes de San Francisco de Borja, Santo Ángel Guardián de Las Misiones, San Lorenzo, San Miguel Arcángel, San Nicolás, San Juan Bautista y San Luis Gonzaga―, pueblos que durante dos siglos fueron creados y pertenecieron al Virreinato del Río de la Plata (dependiente del Imperio español) y que fueron invadidos por el Imperio portugués el 8 de agosto de 1801. Cuando en 1810 el Virreinato del Río de la Plata se independizó de España y se convirtió en las Provincias Unidas del Río de la Plata, el máximo jefe de la Liga Federal, José Gervasio Artigas, reclamó esas tierras que por derecho les pertenecían.
El comandante Andresito había nacido en San Francisco de Borja ―según consta en el registro de bautismos de la iglesia de esa villa― en 1792 (nueve años antes de la invasión de los brasileños).
En su plan de reconquista, Andresito había chocado anteriormente contra las fuerzas portuguesas y brasileñas en la batalla de Santa Ana, derrotándolas completamente. Esa batalla significó la apertura de Andresito hacia los pueblos misioneros, con el objetivo de liberarlos del dominio portugués. El 20 de septiembre de 1816, Andresito inició el sitio al pueblo misionero de San Borja, sede del cuartel general lusobrasileño. Luego de trece días de sitiar al pueblo, Andresito ordenó el ataque, pero el brigadier Francisco das Chagas Santos, comandante carioca de las Misiones Orientales, recibió un refuerzo comandado por el coronel José de Abreu desde Alegrete. Los soldados de Andresito fueron sorprendidos a retaguardia por el poderoso contingente al mando de Abreu, y derrotados.
- Datos: Q5722870